# Tàngara de coroneta lleonada
La tàngara de coroneta lleonada (Tachyphonus surinamus) és un ocell de la família dels tràupids (Thraupidae).

## Hàbitat i distribució
Habita la selva pluvial, bosc obert, vegetació secundària i matolls de les terres baixes del sud-est de Colòmbia, sud i est de Veneçuela i Guaiana cap al sud fins l'est de l'Equador, nord-est del Perú i Brasil amazònic.

## Taxonomia
Arran anàlisis filogenètics s'ha proposat l'adscripció d'aquesta espècie al monotípic gènere Maschalethraupis Burns, Unitt et Mason, 2016.